# Anarchism and Other Essays
Anarchism and Other Essays est une collection d'essais d'Emma Goldman, publiée en 1910 à New York par Mother Earth Publishing.

## Contenu
Les essais d'Anarchism and Other Essays décrivent les vues anarchistes de Goldman sur un certain nombre de sujets, notamment l'oppression des femmes et les lacunes du féminisme de la première vague, mais concernent également les prisons, la violence politique, la sexualité, la religion, le nationalisme et la théorie de l'art. Hippolyte Havel a contribué à l'anthologie avec une courte biographie de Goldman. 
Lori Jo Marso affirme que les essais de Goldman, ainsi que sa vie et sa pensée, apportent une contribution importante aux débats en cours dans le féminisme, notamment sur « les liens et les tensions entre sexualité, amour et politique féministe ». 
Anarchism and Other Essays comprend douze textes : 
- Anarchism: What It Really Stands For
- Minorities Versus Majorities
- The Psychology of Political Violence
- Prisons: A Social Crime and Failure
- Patriotism: A Menace to Liberty
- Francisco Ferrer and The Modern School
- The Hypocrisy of Puritanism
- The Traffic in Women (1910)
- Woman Suffrage
- The Tragedy of Woman's Emancipation
- Marriage and Love[3]
- The Drama: A Powerful Disseminator of Radical Thought

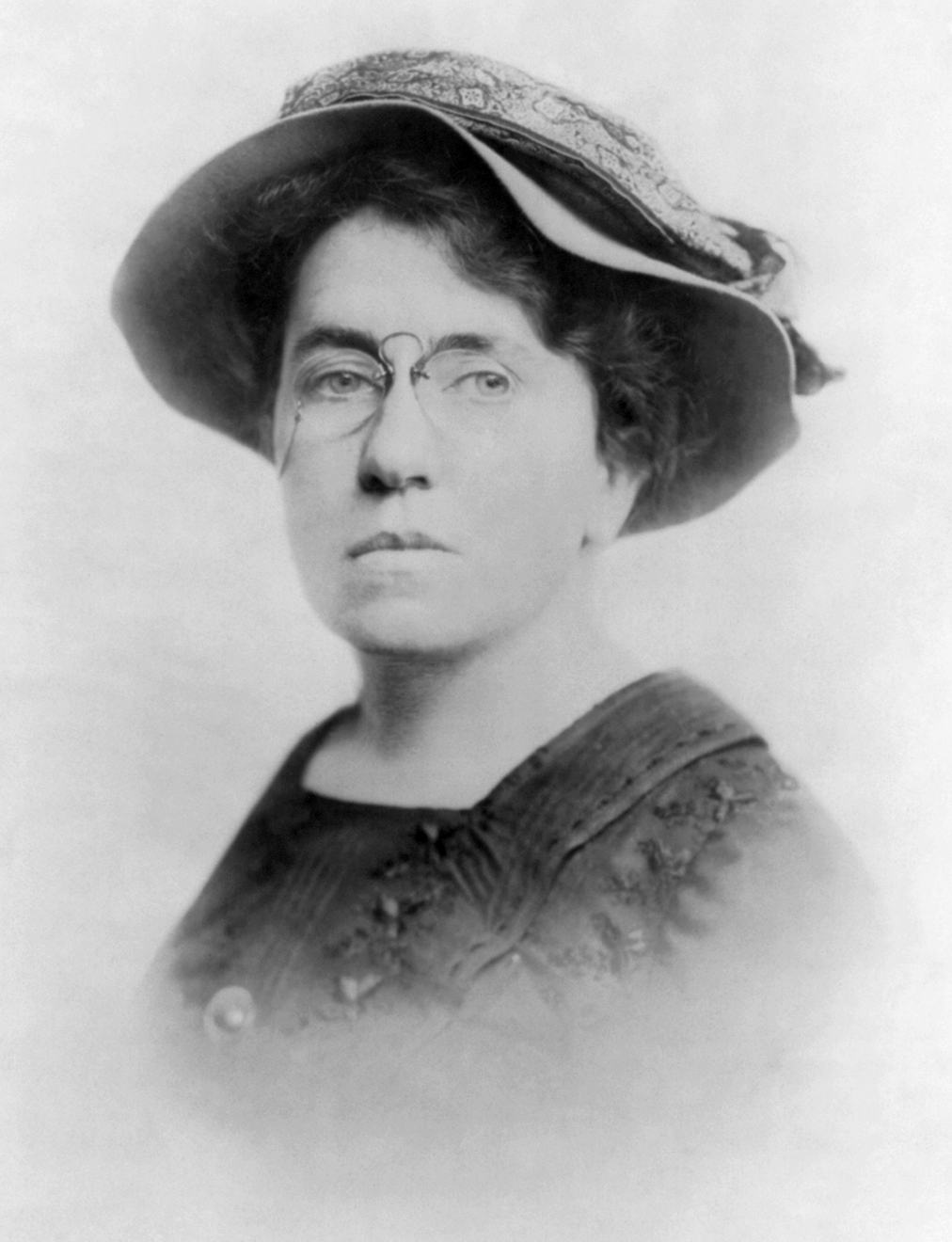
Emma Goldman, vers 1910, portrait d'après Anarchism and Other Essays.

## Éditions
L'ouvrage est publié pour la première fois en 1910 par les éditions Mother earth publishing association, liées au journal Mother Earth édité par Emma Goldman à partir de 1906. Une seconde édition révisée paraît en 1911 aux mêmes éditions.
Anarchism and Other Essays a été réédité deux fois : en 1969 à New York par Dover Publications ; en 2007 à Teddington (Royaume Uni) par The Echo Library.
Deux des essais de Goldman The Tragedy of Woman's Emancipation et Mariage and love ont fait l'objet d'une traduction en français en 1978 dans un ouvrage paru aux éditions Syros. L'ouvrage d'Angeline Durand-Vallot, Margaret Sanger et la croisade pour le contrôle des naissances publié en 2012 reprend trois textes extraits de Anarchism and other essays.